# Фотий (Пурлевский)
Епи́скоп Фо́тий (в миру Алекса́ндр Алекса́ндрович Пурле́вский; 20 января (1 февраля) 1881, Житомир, Волынская губерния — 3 января 1938, Горький) — епископ Русской православной церкви, епископ Омский. Брат архиепископа Никона (Пурлевского).

## Биография
По окончании сельскохозяйственного училища работал агрономом.
В 1906 году окончил Волынскую духовную семинарию, а в 1910 году окончил Киевскую духовную академию со степенью кандидата богословия с правом на получение степени магистра богословия без нового устного испытания.
В том же году назначен преподавателем Волынской духовной семинарии.
В том же году женился, и 4 ноября 1910 года рукоположён в сан иерея.
С 7 июня 1911 года — помощник смотрителя Кременецкого духовного училища.
В этом же году назначен инспектором Волынского епархиального женского училища.
С 2 января 1916 года — законоучитель в Пятигорской женской гимназии.
С 15 августа 1916 года — преподаватель Харьковской духовной семинарии.
Антоний (Храповицкий) уговаривал его эмигрировать вместе с ним, но о. Александр отказался. В это время семья жила в большой нужде.
В начале 1921 года стал ключарём.
После того, как о. Александр отказался сотрудничать с обновленцами, его предупредили об аресте, и он ночью покинул город. Семью выселили из сторожки. Их приютил на подворье Ильинской церкви её настоятель о. Александр Маков. В сентябре о. Александр вернулся в Краснодар и стал служить в Ильинской церкви вместе с о. Александром Маковым, с которым вместе и был 16 декабря 1922 года арестован и сослан за активную борьбу с обновленчеством.
9 месяцев оба священника просидели в одной камере, а затем были высланы в Среднюю Азию.
Сменил шесть мест жительства за время ссылки — Ташкент, Самарканд, Джизак и др. В ссылке продолжал активно бороться с обновленчеством.
В Краснодар Александр Пурлевский и Александр Маков вернулись в конце ноября 1924 года. Пока все храмы были захвачены обновленцами, богослужения совершались в домах по ночам под страхом ареста.
В 1926 году назначен благочинным.
Арестован в ночь с 1 на 2 марта 1927 года вместе с о. Александром Маковым. 4 месяца провели в тюрьме, затем высланы по этапу.
Летом 1929 года овдовел.
С июля 1930 по 1933 год священствовал в селе Борском Самарской епархии.
6 сентября 1933 года архиепископом Рязанский и Шацкий Иувеналием (Масловским) пострижен в монашество.
В 1933—1935 годах упоминается приходской священник Рязанской епархии.
8 сентября 1935 года хиротонисан во епископа Читинского и Забайкальского.
20 марта 1936 года назначен епископом Семипалатинским.
23 сентября 1936 года назначен епископом Сергачским, викарием Горьковской епархии.
5 июля 1937 года назначен епископом Омским.
Арестован 1 августа, пробыв в Омске не более двух недель. Приговорён к высшей мере наказания.
В декабре 1937 года в газете «Сельские новости» появилась статьи о «разгромленной контрреволюционной организации» в Горьковской области, руководителем которой был «агент иностранных разведок» епископ Фотий (Пурлевский).
Расстрелян 3 января 1938 года в Горьком.